# Smederevo
Smederevo er en by i det nord-centrale Serbien, med et indbyggertal (pr. 2002) på cirka 78.000. Byen er hovedstad i Podunavlje-distriktet, og ligger ved bredden af Donau.